# Petr Samec
Petr Samec (* 14. února 1964, Frýdek-Místek) je bývalý český fotbalový útočník a reprezentant. Byl to produktivní útočník s dobrým citem na góly.
Po skončení aktivní kariéry se stal trenérem. 

## Klubová kariéra
S profesionálním fotbalem začínal v TJ Vítkovice. Dále působil v Sigmě Olomouc (1989–1990), SK České Budějovice (1991), FK Drnovice (1992), FC Union Cheb (1993–1995), SK Hradec Králové (1995–1996) a v Baníku Ostrava. V české nejvyšší soutěži odehrál 189 utkání a dal 49 gólů.
V sezóně 1995/1996 byl v dresu Hradce Králové s 9 góly nejlepším střelcem v Poháru vítězů pohárů, ve dvou zápasech kvalifikačního kola vstřelil celkem 7 gólů lichtenštejnskému klubu FC Vaduz (hattrick v Lichtenštejnsku 10. srpna 1995 a 4 góly na domácí půdě 24. srpna 1995) a 2 góly přidal 14. září 1995 v úvodním zápase 1. kola proti dánskému týmu FC Kodaň. Přes dánský klub přešel Hradec se dvěma výhrami a s celkovým skóre 7:2, ve druhém kole narazil na ruské FK Dynamo Moskva, s nímž sehrál dva vyrovnané zápasy, oba kluby doma vyhrály 1:0. V Hradci musely rozhodnout pokutové kopy a na ty zvítězilo Dynamo 3:1.
Petr Samec nikdy nehrál v zahraničí ani na Slovensku, působil výlučně v České republice.

## Ligová bilance
| Ročník                                   | Zápasy | Góly | Klub                       |
| ---------------------------------------- | ------ | ---- | -------------------------- |
| 1. československá fotbalová liga 1989/90 | 4      | 0    | SK Sigma Olomouc           |
| 1. československá fotbalová liga 1991/92 | 14     | 1    | SK Dynamo České Budějovice |
| 1. česká fotbalová liga 1993/94          | 29     | 9    | FC Union Cheb              |
| 1. česká fotbalová liga 1994/95          | 29     | 7    | FC Union Cheb              |
| 1. česká fotbalová liga 1995/96          | 20     | 5    | SK Hradec Králové          |
| 1. česká fotbalová liga 1996/97          | 28     | 8    | FC Baník Ostrava           |
| Gambrinus liga 1997/98                   | 23     | 11   | FC Baník Ostrava           |
| Gambrinus liga 1998/99                   | 12     | 2    | FC Baník Ostrava           |
| Gambrinus liga 1999/00                   | 20     | 5    | FC Baník Ostrava           |
| Gambrinus liga 2000/01                   | 10     | 1    | FC Baník Ostrava           |
| CELKEM                                   | 189    | 49   |                            |

## Reprezentační kariéra
Petr Samec debutoval v A-mužstvu České republiky 23. února 1994 v přátelském utkání proti domácímu Turecku, v 83. minutě střídal na hřišti Horsta Siegla. Utkání skončilo vítězstvím ČR 4:1 , byl to zároveň první mezinárodní zápas samostatné České republiky od rozdělení Československa.
Oba své góly v reprezentačním A-mužstvu vstřelil 8. března 1995 v domácím přátelském utkání proti Finsku, v 56. minutě zvyšoval na průběžných 2:0 a v 88. minutě stanovil konečné skóre 4:1.
Bilance Petra Samce za Českou republiku: 9 zápasů, 4 výhry, 1 remíza, 4 prohry, 2 vstřelené góly.

### Reprezentační góly a zápasy
Góly Petra Samce za reprezentační A-mužstvo České republiky 
| Gól | Datum      | Stadion            | Soupeř | Skóre (min.) | Výsledek | Soutěž           | Gól         |
| --- | ---------- | ------------------ | ------ | ------------ | -------- | ---------------- | ----------- |
| 010 | 8. 3. 1995 | Za Lužánkami, Brno | Finsko | 03:00 (56.)  | 4:1      | přátelské utkání | padl ze hry |
| 02  | 8. 3. 1995 | Za Lužánkami, Brno | Finsko | 04:10 (88.)  | 4:1      | přátelské utkání | padl ze hry |

Zápasy Petra Samce v A-mužstvu České republiky 
| Rok    | Zápasy | Góly |
| ------ | ------ | ---- |
| 1994   | 5      | 0    |
| 1995   | 4      | 2    |
| Celkem | 9      | 2    |

## Trenérská kariéra
Po skončení aktivní hráčské kariéry se stal trenérem. Vedl jako hlavní kouč FC Hlučín a FC Vítkovice. V lednu 2015 pronikl do 1. české ligy, stal se asistentem Petra Frňky v Baníku Ostrava. Nyní pokračuje ve své trenérské kariéře, jako trenér dorostu v týmu Sk Štáblovice v okrese Opava